# Abune Paulos
Abune Paulos (3 de noviembre de 1935 - 16 de agosto de 2012) fue Abuna y Patriarca de la Iglesia ortodoxa etíope (1992-2012).
Fue presidente del Consejo Mundial de Iglesias (CMI), reconocido en todo el mundo por su labor sobre el VIH/SIDA, el diálogo interreligioso, el ecumenismo y la protección de los refugiados.

## Biografía

### Primeros años
El patriarca Dr. Abune Paulos nació en Adua, provincia de Tigray, Imperio etíope. Su nombre de nacimiento era Gebre Medhin Wolde Yohannes. Su familia se asoció mucho con el Monasterio Abba Garima cerca de la ciudad, y entró en el monasterio cuando era un niño como diácono en prácticas. Finalmente recibió órdenes monásticas y fue ordenado sacerdote. Desde entonces fue conocido como Abba Gebre Medhin, continuando su educación en el Colegio Teológico de la Santísima Trinidad, en Addis Abeba, bajo el patrocinio del Patriarca Abune Tewophilos. Fue enviado a estudiar en el Seminario Teológico Ortodoxo de San Vladimiro en los Estados Unidos, y más tarde se unió al programa de doctorado en el Seminario Teológico de Princeton.

### Episcopado
Fue ordenado obispo en 1975 por el patriarca Teófilo. Fue detenido por las autoridades etíopes tras su ordenación episcopal por haberse realizado sin la aprobación del gobierno. En 1983, después de 8 años de prisión, fue puesto en libertad y marchó a vivir como refugiado en los Estados Unidos. En 1992, el Santo Sínodo lo eligió para ser el quinto patriarca de la Iglesia Ortodoxa de Etiopía.
En octubre de 1994, presidió en Addis Abeba la reapertura de la Escuela Teológica de la Trinidad de Etiopía.
Contribuyó notablemente a la paz y la estabilidad de la región del Cuerno de África, organizando reuniones por la paz entre todas las autoridades religiosas de eritreos y etíopes. Por sus esfuerzos por la paz y por su labor humanitaria recibió la medalla Nansen del Alto Comisionado para los Refugiados (ACNUR).
Participó en varias ediciones del Encuentro Internacional por la Paz organizado por la Comunidad de San Egidio, la primera vez en Asís en 1994.
Participó en el Sínodo de los Obispos de la Iglesia católica dedicado a África, en octubre de 2009.

### Muerte
Abune Paulos murió en Addis Abeba, Etiopía, el 16 de agosto de 2012. El Ministerio de Relaciones Exteriores informó que había de "recibir tratamiento durante la semana pasada por una enfermedad no revelada". Un sitio web de la oposición, Ethiopian Review, informó que había muerto de un ataque al corazón. Mulugeta Aserate Kassa, un consejero de la embajada etíope en el Reino Unido, señaló que Paulos había gozado de buena salud el día anterior y había celebrado un servicio religioso. Más tarde cayó enfermo y fue llevado al hospital Balcha, según el sitio web de la iglesia, Dejeselam, donde murió temprano en la mañana. Aunque Kassa dijo que no podía confirmar la causa de la muerte, se sabe que Paulos sufría de hipertensión y diabetes. En su oficina se esperó mantener una reunión de emergencia el día siguiente para ultimar los preparativos para su funeral.
| Predecesor: Abune Mercurio | Patriarca-Catolicós de Etiopía 1992-2012 | Sucesor: Abune Matías |